# QPCTL
QPCTL (англ. Glutaminyl-peptide cyclotransferase like) – білок, який кодується однойменним геном, розташованим у людей на довгому плечі 19-ї хромосоми. Довжина поліпептидного ланцюга білка становить 382 амінокислот, а молекулярна маса — 42 924.
| 10         |  | 20         |  | 30         |  | 40         |  | 50         |
| ---------- |  | ---------- |  | ---------- |  | ---------- |  | ---------- |
| MRSGGRGRPR |  | LRLGERGLME |  | PLLPPKRRLL |  | PRVRLLPLLL |  | ALAVGSAFYT |
| IWSGWHRRTE |  | ELPLGRELRV |  | PLIGSLPEAR |  | LRRVVGQLDP |  | QRLWSTYLRP |
| LLVVRTPGSP |  | GNLQVRKFLE |  | ATLRSLTAGW |  | HVELDPFTAS |  | TPLGPVDFGN |
| VVATLDPRAA |  | RHLTLACHYD |  | SKLFPPGSTP |  | FVGATDSAVP |  | CALLLELAQA |
| LDLELSRAKK |  | QAAPVTLQLL |  | FLDGEEALKE |  | WGPKDSLYGS |  | RHLAQLMESI |
| PHSPGPTRIQ |  | AIELFMLLDL |  | LGAPNPTFYS |  | HFPRTVRWFH |  | RLRSIEKRLH |
| RLNLLQSHPQ |  | EVMYFQPGEP |  | FGSVEDDHIP |  | FLRRGVPVLH |  | LISTPFPAVW |
| HTPADTEVNL |  | HPPTVHNLCR |  | ILAVFLAEYL |  | GL         |  |            |

A: Аланін

C: Цистеїн

D: Аспарагінова кислота

E: Глутамінова кислота

F: Фенілаланін

G: Гліцин

H: Гістидин

I: Ізолейцин

K: Лізин

L: Лейцин

M: Метіонін

N: Аспарагін

P: Пролін

Q: Глутамін

R: Аргінін

S: Серин

T: Треонін

V: Валін

W: Триптофан

Кодований геном білок за функціями належить до трансфераз, ацилтрансфераз. 
Задіяний у такому біологічному процесі, як альтернативний сплайсинг. 
Білок має сайт для зв'язування з іонами металів, іоном цинку. 
Локалізований у мембрані, апараті гольджі.